# Cratere Mitchell
Mitchell è un cratere lunare di 32,15 km situato nella parte nord-orientale della faccia visibile della Luna.